# 8984 Derevyanko
8984 Derevyanko è un asteroide della fascia principale. Scoperto nel 1977, presenta un'orbita caratterizzata da un semiasse maggiore pari a 2,6526880 UA e da un'eccentricità di 0,2404547, inclinata di 10,29797° rispetto all'eclittica.